# Kaarlo Vähämäki
Karl Gustaf Vähämäki, detto Kaarlo (Helsinki, 30 maggio 1892 – 1º gennaio 1984), è stato un ginnasta finlandese.

## Palmarès

### Olimpiadi
- 1 medaglia:
  - 1 argento (Stoccolma 1912 nel concorso libero a squadre)